# Dunkelflügelige Haarmücke

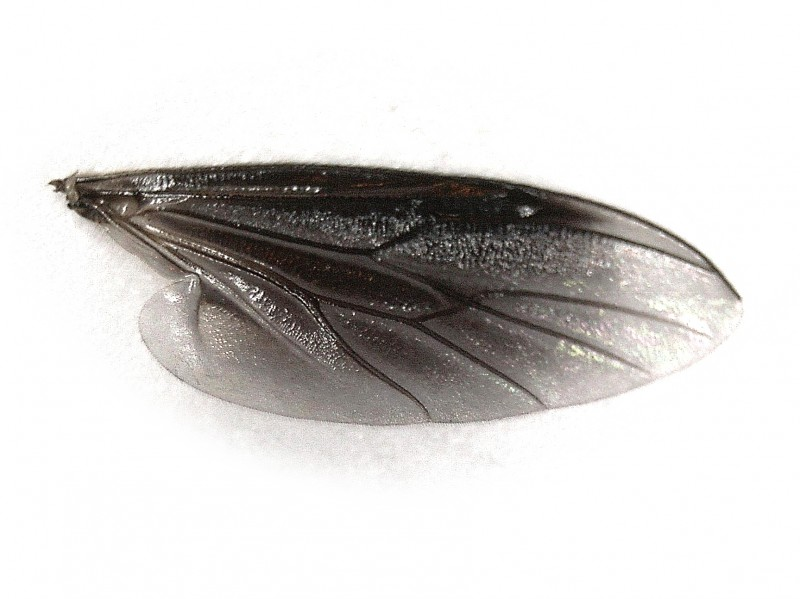
Flügel eines Weibchens

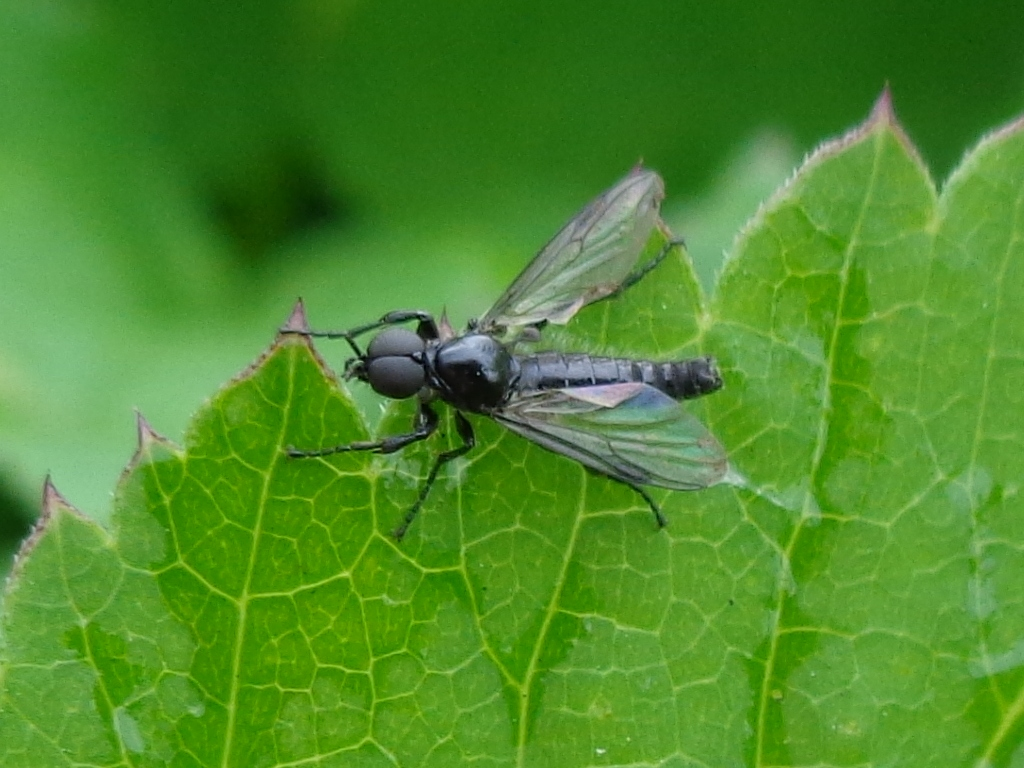
Männchen

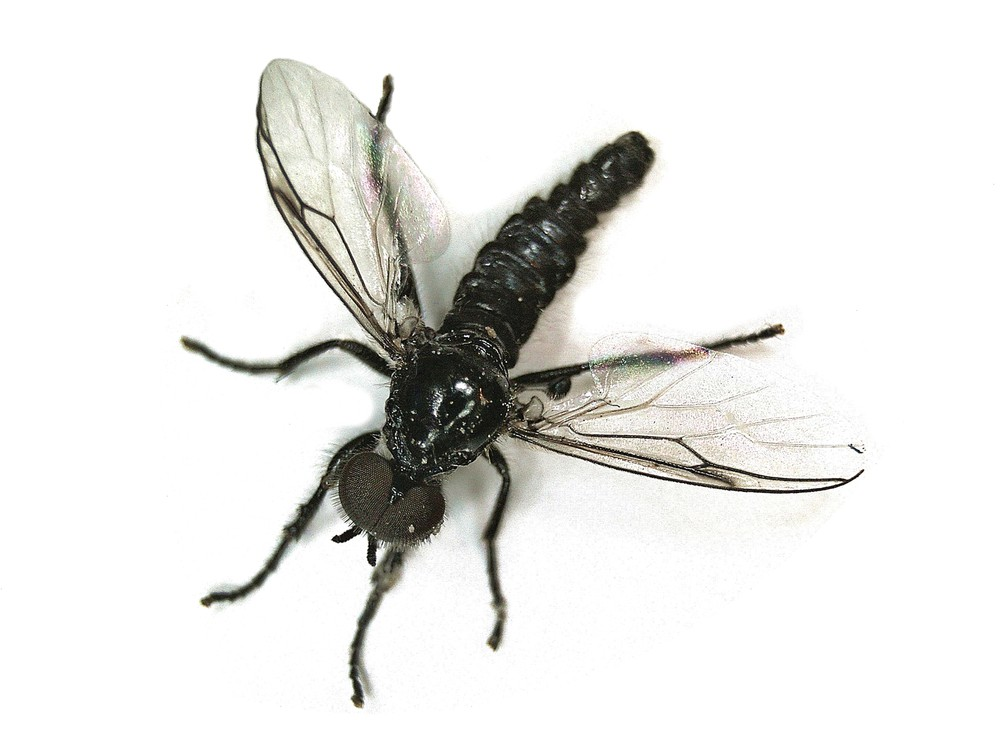
Männchen mit gespreizten Flügeln

Die Dunkelflügelige Haarmücke (Dilophus febrilis), auch als Gemeine Strahlenmücke bezeichnet, ist eine Art aus der Familie der Haarmücken (Bibionidae).

## Merkmale
Die Mücken erreichen eine Länge von 3,5–8 mm. Ihr Körper hat eine schwarz schimmernde Färbung. Er ist nicht so stark behaart wie der von Bibio marci. Wie bei allen Haarmücken weist die Art einen ausgeprägten Geschlechtsdimorphismus auf. Die gewöhnlich größeren Weibchen besitzen einen kleinen Kopf mit kleinen schwarzen Facettenaugen seitlich am Kopf. Die Männchen besitzen relativ große rotbraune Facettenaugen, die oben und vorne aneinander stoßen und fast den kompletten Kopf bedecken. Die überwiegend rauchig verdunkelten Flügel der Weibchen sind an der Spitze sowie häufig auch entlang des Hinterrandes transparent. Die Flügel der Männchen sind dagegen fast vollständig transparent und weisen lediglich am Vorderrand einen unscheinbaren dunklen Fleck auf. An der Spitze der vorderen Tibien befindet sich bei den Mücken ein Kranz aus Dornen.

## Verbreitung
Dilophus febrilis ist in weiten Teilen Europas verbreitet. Die Art fehlt offenbar auf dem Balkan.

## Lebensweise
Dilophus febrilis bildet gewöhnlich zwei Generationen im Jahr. Die Mücken der Frühjahrsgeneration beobachtet man von März bis Anfang Juni, am häufigsten in den Monaten April und Mai, die der Sommergeneration von Juli bis Oktober. Die Mücken findet man in Heckenbiotopen, an Waldrändern sowie in Wäldern. Insbesondere im Frühjahr kann es in Wäldern zu einem Massenauftreten kommen. Die Mücken besuchen die Blüten verschiedener Doldenblütler. Sie gelten als wichtige Bestäuber von Obstbäumen im Frühjahr. Außerdem bilden sie die Nahrung von Vögeln und anderen Tieren. Die Larven entwickeln sich im Boden. Sie fressen an den Wurzeln verschiedener Pflanzen.

## Taxonomie
In der Literatur finden sich folgende Synonyme:
- Tipula febrilis Linnaeus, 1758
- Tipula spinatus Muller, 1764
- Tipula marci Schrank, 1781
- Tipula forcipata Schrank, 1803
- Dilophus vulgaris Meigen, 1818
- Dilophus brevifemur Lundstrom, 1913
- Dilophus brevifemur
- Dilophus forcipata
- Dilophus marci
- Dilophus spinatus
- Dilophus vulgaris
- Philia brevifemur
- Philia febrilis
- Philia forcipata
- Philia marci
- Philia spinatus
- Philia vulgaris